# (34245) Andrewkomo
2000 QG101 (asteroide 34245) é um asteroide da cintura principal. Possui uma excentricidade de 0.12556090 e uma inclinação de 6.06837º.
Este asteroide foi descoberto no dia 28 de agosto de 2000 por LINEAR em Socorro.